# Венеция-Симплон Ориент Експрес
Венеция-Симплон Ориент Еспрес (на английски: Venice-Simplon Orient Express) е частен луксозен влак, пътуващ от Лондон до Венеция и други европейски градове. В момента е собственост на компания „Белмонд“, която управлява 45 луксозни хотела, ресторанта, туристически влакове и круизни кораби в 24 държави.
Влакът не трябва да се бърка с влака „Ориент Експрес“, който се движи всяка нощ между Париж и Букурещ – чиято експлоатацията през последните години е съкратена между Страсбург и Виена – до 11 декември 2009 г.
Влакът е създаден през 1982 г. от американския предприемач Джеймс Шерууд, който 5 години по-рано купува два оригинални вагона на търг, когато Compagnie Internationale des Wagons-Lits (CIWL) се оттегля от „Ориент Експрес“, предавайки услугата на националните железници на Франция, Германия и Австрия. През следващите няколко години Шерууд харчи близо 16 милиона щатски долара за закупуване на 35 спални и ресторантски вагона. На 25 май 1982 г. е направен първият пробег на влака между Лондон и Венеция.
„Венеция-Симплон Ориент Експрес“ разполага с отделни реставрирани вагони за експлоатация в Обединеното кралство и в континентална Европа, произведени през 20-те и 30-те години на миналия век. В Обединеното кралство се използват вагони Пулман, а в континентална Европа – спални вагони и вагон-ресторанти, бивша собственост на CIWL. Спалните вагони разполагат с набор от възможности за настаняване като големи купе-каюти, двойни и единични купе-каюти.

## Дестинации
Влакът предоставя услуги между март и ноември. Класическият маршрут Лондон – Париж – Милано – Венеция (и връщане) през тунела Симплон е променен през 1984 г., за да обслужва Цюрих, Инсбрук и Верона през прохода Бренер. В края на 2010 г. е въведен асиметричен маршрут, включващ Женева вместо Цюрих и класическия маршрут през Симплон на запад. Два-три пъти годишно се включват в маршрута Прага или Виена и Будапеща. Всеки септември влакът пътува и от Лондон и Париж до Истанбул през Будапеща, Синая и Букурещ – в последните три града се провежда и туристическа обиколка (а в двете столици нощувка в хотел) – връщането завършва във Венеция.
Въпреки че горепосочените маршрути са налични през повечето години, някои пътувания включват и уникални дестинации, сред които Кьолн, Люцерн, Високите Татри, Краков, Дрезден, Копенхаген, Стокхолм и Берлин. В момента се предлага пътуване до Рим, Флоренция, Брюксел и Амстердам.